# Pseudosesia isozona
Pseudosesia isozona is een vlinder uit de familie wespvlinders (Sesiidae), onderfamilie Sesiinae.
Pseudosesia isozona is voor het eerst wetenschappelijk beschreven door Meyrick in 1887. De soort komt voor in het Australaziatisch gebied.